# Gà lông trắng
Gà lông trắng hay gà trắng là thuật ngữ để phân loại các nhóm gà công nghiệp trong quá trình chăn nuôi gia cầm theo phương thức công nghiệp, theo đó chúng là tập hợp những giống gà có sắc lông đồng nhất với màu cơ bản là màu trắng toát. Gà lông trắng là một đối tượng chăn nuôi rộng rãi trong ngành chăn nuôi gia cầm trên thế giới. Gà lông trắng trong tiếng Việt đôi khi còn tương đồng với gà công nghiệp.
Thuật ngữ gà lông trắng thường đặt trong mối tương quan với gà lông màu (hay gà màu), trong đó những con gà lông trắng thường đồng nhất với gà công nghiệp, đặc biệt là giống gà thịt, một số là hướng trứng được chăn nuôi theo hình thức nuôi nhốt tập trung trong lồng, trong khi đó giống gà lông màu thường đề cập đến các giống gà thả vườn, những giống gà kiêm dụng đặc biệt là hướng trứng.

## Đặc điểm

### Lợi thế
Các giống gà này có đặc điểm giống nhau là lông trắng, mào đỏ, siêu thịt, thời gian nuôi chỉ từ 35-50 ngày là đạt trọng lượng tối đa, con mái từ 2,1–3,4 kg, con trống từ 2,4-4,1 kg tùy từng giống, chúng có sản lượng trứng đạt từ 160-180 trứng/năm. Gà công nghiệp thậm chí có thể nuôi 45 - 50 ngày Gà lông trắng chỉ cần nuôi từ 40 – 45 ngày là có thể đạt trọng lượng từ 2,7 – 3,2 kg/con.
Nuôi gà trắng có ưu điểm là thời gian quay vòng ngắn (nuôi bình quân 40 - 45 ngày là xuất bán), tiêu tốn thức ăn ít hơn gà lông màu, để sản xuất ra 1 kg thịt thì gà lông trắng tiêu tốn thức ăn khoảng 1,60-1,75 kg thức ăn. Nếu sản xuất 1 triệu tấn thịt gà thì mức tiết kiệm nguồn nguyên liệu sản xuất thức ăn chăn nuôi bằng giống gà chuyên thịt lông trắng sẽ là 400.000 tấn/năm. Thông thường, gà lông trắng chỉ cần nuôi khoảng 35-50 ngày, đạt trọng lượng từ 2,2 – 3,7 kg/con là có thể xuất chuồng, đàn gà nếu vượt quá trọng lượng đạt từ 4 – 4,2 kg mỗi con, không bán được nữa sẽ thành gà già, gà dai.

### Bất lợi
Dù vậy gà trắng chi phí xây chuồng trại rất lớn (bình quân 700 triệu - 1 tỷ đồng/chuồng 5.000 - 6.000 con), Gà lông trắng được nuôi chủ yếu trong trại lạnh, khép kín, mật độ chăn nuôi có thể đạt từ 8 – 12 con/m2. Nuôi gà trắng phải luôn có điện để làm mát, chỉ mất điện vài tiếng là gà chết, nên chi phí điện năng cao. Hiện nay từ con giống, thức ăn chăn nuôi, vacxin đến giết mổ, chế biến gà trắng hiện đều do các doanh nghiệp các nước công nghiệp chi phối nên bị động và rủi ro. Chi phí chăn nuôi gà công nghiệp mùa đông khá cao bởi trời rét, người nuôi phải tăng sưởi ấm cho đàn gà, gà sẽ ăn nhiều cám hơn.

## TạiViệt Nam

### Tổng đàn
Hiện Việt Nam đang có khoảng gần 10 giống gà lông trắng khác nhau được nhập khẩu từ nhiều nước. Từ năm 2012, tổng đàn và sản lượng thịt gà lông trắng gần như không có sự thay đổi, chỉ dao động trong khoảng trên dưới 50 triệu con. Năm 2014 tổng đàn gia cầm của Việt Nam khoảng trên 246 triệu con, riêng gà lông trắng là 52 triệu con, chiếm khoảng 21%. Năm 2014, Việt Nam có gần 328 triệu con gà, nhưng gà lông trắng chỉ chiếm khoảng 52 triệu con, còn lại là gà lông màu thả vườn và gà lông màu nuôi tập trung.
Khu vực các tỉnh Đông Nam Bộ hiện có khoảng trên 3.000 trang trại lạnh, chăn nuôi gà lông trắng, mỗi trại trị giá đầu tư khoảng 1 tỷ đồng, tính chung Việt Nam hiện có trên 5.500 trang trại gà lông trắng. Xã Thanh Bình (huyện Chương Mỹ) được xem là một trong những nơi nuôi nhiều gà công nghiệp lông trắng ở Hà Nội. Với gần 60 trại chăn nuôi gà công nghiệp, nhưng nay đã trên 80% trong số đó chuyển sang chăn nuôi giống khá
Các công ty chăn nuôi FDI chiếm khoảng 80% thị phần gà lông trắng (gà công nghiệp) tại Việt Nam, với công nghệ giống gà công nghiệp thịt lông trắng, các doanh nghiệp có vốn đầu tư trực tiếp nước ngoài (FDI) chiếm khoảng 79% thị phần ở công đoạn giống nuôi bố mẹ để sản xuất ra con giống thương phẩm 1 ngày tuổi. Ở công đoạn nuôi gà thịt thương phẩm, Doanh nghiệp FDI cũng chiếm rất cao, khoảng 80% theo phương thức nuôi gia công.

### Tiêu thụ
Ngành chăn nuôi gà trắng vẫn tồn tại, song chỉ chiếm một tỉ lệ nhỏ và chỉ nằm trong chuỗi đủ để phục vụ nguyên liệu đầu vào cho ngành chế biến thực phẩm Sản phẩm gà trắng công nghiệp chủ yếu phục vụ cho một số đối tượng nhất định. Thị trường tiêu thụ chính của thịt gà trắng là chế biến thực phẩm (xúc xích) và bếp ăn công nghiệp, sản phẩm này còn chủ yếu để làm zămbông và bán cho các bếp ăn phục vụ công nhân trong các khu công nghiệp. Trong khi đó, người tiêu dùng lại khá thờ ơ với loại gà trắng công nghiệp này.
Việc tiêu thụ gà lông trắng ở Việt Nam cũng chỉ chủ yếu ở các trường học, khu công nghiệp, một số doanh nghiệp lớn như KFC cũng loại dần gà đẻ trứng nuôi nhốt công nghiệp (chủ yếu lông trắng), chuyển sang gà chăn thả tự nhiên. Gà công nghiệp chủ yếu phục vụ cho học sinh, sinh viên và công nhân, nghỉ Tết Dương lịch sức tiêu thụ gần như đóng băng, vào các dịp Tết khách cũng tăng tiêu thụ gà ta hơn gà công nghiệp nên giá giảm.
Phân khúc gà lông trắng giảm mạnh ở khu vực nuôi tự phát và giữ ổn định ở khu vực nuôi gia công để cung cấp nguyên liệu cho ngành chế biến thực phẩm. Gà trắng hiện nay với các doanh nghiệp chăn nuôi nước ngoài, trong chuỗi giá trị lợi nhuận nằm hết ở khâu thức ăn công nghiệp và chế biến, khâu con giống và chăn nuôi chủ yếu làm nền cho hai khâu còn lại nên có thời điểm nhiều doanh nghiệp nước ngoài sẵn sàng tặng kèm gà trắng giống khi người dân mua cám.

### Thực trạng
Gà lông trắng vẫn có một số điểm lợi, nhưng với thực tế hiện nay là giá bán rất thấp; thức ăn, vaccine, giống đều phụ thuộc nhập khẩu; không có nhiều lợi thế cạnh tranh khi hội nhập. Thực trạng nuôi gà lông trắng là loại gà công nghiệp đang được nuôi phổ biến loại ngày càng không hiệu quả, người dân thua lỗ, đã có nhiều ý kiến cho rằng, Việt Nam nên bỏ nuôi giống gà này và chuyển sang nuôi gà lông màu.
Gà lông trắng lại là vật nuôi không có lợi thế, gà lông trắng chỉ chiếm tỷ trọng 30% ở Việt Nam, còn lại chủ yếu là gà lông màu; hiện các trang trại nuôi gà lông trắng trong nước chủ yếu là nhỏ lẻ, từ giống cụ kỵ phải nhập khẩu đến thức ăn, nguyên liệu thức ăn, thuốc thú y cũng phải nhập khẩu; các nước phát triển chăn nuôi gà lông trắng công nghiệp với số lượng lên tới vài chục vạn con mỗi trang trại nên giá thành gà lông trắng của Việt Nam sẽ rất khó cạnh tranh.